# Korjenić-Neorić
Korjenić-Neorić hrvatska je plemićka obitelj.
Spominju se u istoimenom grbovniku iz 1595. godine. Prema nekim navodima članovi obitelji Korjenić bili su potomci „bana od Muchia” Milata Nehorića. Oni su u posjedu držali Klobuk kraj Trebinja te se povezuju s obližnjim selom Korjenići.

### Članci
- Mujadžević, Dino. 2009. Korjenić-Neorić. Hrvatski biografski leksikon. Zagreb.  journal zahtijeva |journal= (pomoć)